# Clara Grun
Clara Grün é uma cantora e compositora, nascida em Manágua no dia 23 de julho de 1982. De pai britânico e mãe nicaraguense, começou desde pequena a tocar piano e flauta, além de compor suas primeiras canções, aos 10 anos.
Enquanto estudava na universidade, pertenceu a um grupo musical chamado Sol Azul, durante essa época cantava e compunha canções. Suas influências musicais vão desde Radiohead até Gustavo Cerati, passando por Silvio Rodríguez e Tori Amos. A partir de 2005, separou-se de seu grupo para gravar seu primeiro trabalho como solista. Ela também faz parte do projeto Sala Bipolar.

## Discografia
- Pildorita del caos (2006)
- El Arma Perfecta (2009)[4][5][6]